# Sveriges riksvapen
Sveriges riksvapen är Sveriges officiella heraldiska vapen. Det finns två riksvapen: stora riksvapnet, som även är statschefens personliga, och lilla riksvapnet. Riksvapnen regleras i svensk lag och får inte användas i näringsverksamhet utan tillstånd.
Kung Magnus Ladulås (cirka 1240–1290) förde tre kronor i sitt kontrasigill, och hans sonson Magnus Eriksson (1316–1374) lät slå tre kronor på sina mynt. Under kung Magnus regering förekommer även tre kronor-vapnet första gången. När Albrekt av Mecklenburg (cirka 1338–1412) kröntes till kung (1364), bortlade han fädernesvapnet och satte i stället tre kronor i sin vapensköld.
Karl Knutsson (Bonde) (cirka 1408–1470) lät 1448 skapa stora riksvapnet genom att i en huvudsköld kvadrera tre kronor och Bjälboättens kungavapen från 1275. Vapnets fyra blå fält åtskildes av ett gult (gyllene) kors, vilket kan betraktas som förlagan till den svenska flaggan. Vid den tiden tillkom vapensköld endast levande enskilda personer; man kunde då inte tala om ett riksvapen, utan endast om kungens eget.

## Stora riksvapnet
Stora riksvapnet har utvecklats sedan medeltiden. Skölden innehåller element som representerar Sverige (tre gyllene kronor i blått fält; huvudsköldens första och fjärde fält), Bjälboätten (gyllene lejon ovanpå strömmar; huvudsköldens andra och tredje fält), Vasaätten (vase; hjärtsköldens första fält) och den nuvarande kungaätten Bernadotte (hjärtsköldens andra fält). Det senare innehåller Pontecorvos stadsvapen, en Napoleonörn (en örn med naturligt större vingar än tidigare heraldiska örnar), samt Karlavagnen.
Kungakronan ovanpå skölden visar att Sverige är ett konungarike. Även vapenmanteln syftar ursprungligen på den kungliga värdigheten, medan sköldhållarna, de två lejonen som står på var sida om skölden, är mer allmänna höghetstecken. Skölden omges normalt också av Serafimerordens kedja, eftersom Serafimerorden är Sveriges förnämsta statsorden.

### Blasonering
Ett heraldiskt vapen beskrivs med en blasonering, en kort terminologisk text som anger hur vapnet ska se ut. Olika konstnärer kan tolka vapnet olika inom den ram som blasoneringen ger. Stora riksvapnet blasoneras så här:
| ”                                           | Stora riksvapnet utgörs av en blå huvudsköld, kvadrerad genom ett kors av guld med utböjda armar, samt en hjärtsköld som innehåller det kungliga husets dynastivapen. Huvudsköldens första och fjärde fält innehåller tre öppna kronor av guld, ordnade två över en. Huvudsköldens andra och tredje fält innehåller tre ginbalksvis gående strömmar av silver, överlagda med ett upprest, med öppen krona krönt lejon av guld med röd tunga samt röda tänder och klor. Hjärtskölden är kluven. Första fältet innehåller Vasaättens vapen: ett i blått, silver och rött styckat fält, belagt med en vase av guld. Andra fältet innehåller ätten Bernadottes vapen: i blått fält en ur vatten uppskjutande bro med tre valv och två krenelerade torn, allt av silver, däröver en örn av guld med vänstervänt huvud och sänkta vingar gripande om en åskvigg av guld samt överst Karlavagnens stjärnbild av guld. Huvudskölden är krönt med en kunglig krona och omges av Serafimerordens insignier. Sköldhållare är två tillbakaseende, med kunglig krona krönta lejon med kluvna svansar samt röda tungor, tänder och klor. Lejonen står på ett postament av guld. Det hela omges av en med kunglig krona krönt hermelinsfodrad vapenmantel av purpur med frans av guld och uppknuten med tofsprydda snören av guld. Stora riksvapnet får brukas även utan ordensinsignier, sköldhållare, postament eller vapenmantel. | „ |
| – Lag (1982:268) om Sveriges riksvapen, 2 § | |   |

Karl XIV Johan använde dock aldrig några stjärnor i sitt vapen, varken som furste av Pontecorvo eller kung av Sverige och Norge. Dessa stjärnor, senare utlagda såsom Karlavagnen, inkorporerades i mitten av 1800-talet. Karlavagnen blev under denna tid en populär symbol för Sverige främst som en allusion till namnet Karl som hade burits av många kända svenska kungar. I Esaias Tegnérs dikt Krigssång för Skånska landtvärnet från 1808 står:
Så länge ännu karlavagnen vältar 

de gyllne hjulen omkring Nordens zon, 

så länge bergen än ge järn och hjältar, 

så länge står det gamla Sveas tron.
|                     |                     |                     |                     |                     |                     |  |  |             |             |             |             |             |             |  |  |                                                                                  |                                                                                  |                                                                                  |                                                                                  |                                                                                  |                                                                                  |  |  |  |  |  |  |  |  |  |  |  |  |  |  |  |  |  |  |
|                     |                     |                     |                     |                     |                     |  |  |             |             |             |             |             |             |  |  |                                                                                  |                                                                                  |                                                                                  |                                                                                  |                                                                                  |                                                                                  |  |  |  |  |  |  |  |  |  |  |  |  |  |  |  |  |  |  |
|                     |                     |                     |                     |                     |                     |  |  |             |             |             |             |             |             |  |  |                                                                                  |                                                                                  |                                                                                  |                                                                                  |                                                                                  |                                                                                  |  |  |  |  |  |  |  |  |  |  |  |  |  |  |  |  |  |  |
| Sveriges tre kronor | Sveriges tre kronor | Sveriges tre kronor | Sveriges tre kronor | Sveriges tre kronor | Sveriges tre kronor |  |  | Bjälboätten | Bjälboätten | Bjälboätten | Bjälboätten | Bjälboätten | Bjälboätten |  |  | Ätten Bernadotte                                                                 | Ätten Bernadotte                                                                 | Ätten Bernadotte                                                                 | Ätten Bernadotte                                                                 | Ätten Bernadotte                                                                 | Ätten Bernadotte                                                                 |  |  |  |  |  |  |  |  |  |  |  |  |  |  |  |  |  |  |
| Sveriges tre kronor | Sveriges tre kronor | Sveriges tre kronor | Sveriges tre kronor | Sveriges tre kronor | Sveriges tre kronor |  |  | Bjälboätten | Bjälboätten | Bjälboätten | Bjälboätten | Bjälboätten | Bjälboätten |  |  | Ätten Bernadotte                                                                 | Ätten Bernadotte                                                                 | Ätten Bernadotte                                                                 | Ätten Bernadotte                                                                 | Ätten Bernadotte                                                                 | Ätten Bernadotte                                                                 |  |  |  |  |  |  |  |  |  |  |  |  |  |  |  |  |  |  |
|                     |                     |                     |                     |                     |                     |  |  |             |             |             |             |             |             |  |  |                                                                                  |                                                                                  |                                                                                  |                                                                                  |                                                                                  |                                                                                  |  |  |  |  |  |  |  |  |  |  |  |  |  |  |  |  |  |  |
|                     |                     |                     |                     |                     |                     |  |  | Vasaätten   | Vasaätten   | Vasaätten   | Vasaätten   | Vasaätten   | Vasaätten   |  |  | Jean Baptiste Bernadottes vapen som furste av Pontecorvo (senare Karl XIV Johan) | Jean Baptiste Bernadottes vapen som furste av Pontecorvo (senare Karl XIV Johan) | Jean Baptiste Bernadottes vapen som furste av Pontecorvo (senare Karl XIV Johan) | Jean Baptiste Bernadottes vapen som furste av Pontecorvo (senare Karl XIV Johan) | Jean Baptiste Bernadottes vapen som furste av Pontecorvo (senare Karl XIV Johan) | Jean Baptiste Bernadottes vapen som furste av Pontecorvo (senare Karl XIV Johan) |  |  |  |  |  |  |  |  |  |  |  |  |  |  |  |  |  |  |
|                     |                     |                     |                     |                     |                     |  |  | Vasaätten   | Vasaätten   | Vasaätten   | Vasaätten   | Vasaätten   | Vasaätten   |  |  | Jean Baptiste Bernadottes vapen som furste av Pontecorvo (senare Karl XIV Johan) | Jean Baptiste Bernadottes vapen som furste av Pontecorvo (senare Karl XIV Johan) | Jean Baptiste Bernadottes vapen som furste av Pontecorvo (senare Karl XIV Johan) | Jean Baptiste Bernadottes vapen som furste av Pontecorvo (senare Karl XIV Johan) | Jean Baptiste Bernadottes vapen som furste av Pontecorvo (senare Karl XIV Johan) | Jean Baptiste Bernadottes vapen som furste av Pontecorvo (senare Karl XIV Johan) |  |  |  |  |  |  |  |  |  |  |  |  |  |  |  |  |  |  |
|                     |                     |                     |                     |                     |                     |  |  |             |             |             |             |             |             |  |  |                                                                                  |                                                                                  |                                                                                  |                                                                                  |                                                                                  |                                                                                  |  |  |  |  |  |  |  |  |  |  |  |  |  |  |  |  |  |  |
|                     |                     |                     |                     |                     |                     |  |  |             |             |             |             |             |             |  |  |                                                                                  |                                                                                  |                                                                                  |                                                                                  |                                                                                  |                                                                                  |  |  |  |  |  |  |  |  |  |  |  |  |  |  |  |  |  |  |
|                     |                     |                     |                     |                     |                     |  |  | Napoleon    | Napoleon    | Napoleon    | Napoleon    | Napoleon    | Napoleon    |  |  | Pontecorvo                                                                       | Pontecorvo                                                                       | Pontecorvo                                                                       | Pontecorvo                                                                       | Pontecorvo                                                                       | Pontecorvo                                                                       |  |  |  |  |  |  |  |  |  |  |  |  |  |  |  |  |  |  |
|                     |                     |                     |                     |                     |                     |  |  | Napoleon    | Napoleon    | Napoleon    | Napoleon    | Napoleon    | Napoleon    |  |  | Pontecorvo                                                                       | Pontecorvo                                                                       | Pontecorvo                                                                       | Pontecorvo                                                                       | Pontecorvo                                                                       | Pontecorvo                                                                       |  |  |  |  |  |  |  |  |  |  |  |  |  |  |  |  |  |  |

### Sotarna och Stora Riksvapnet
Enligt vissa är den enda yrkesgrupp som bär Stora Riksvapnet utbildade sotare. Dessa ska bära det förgyllt på sina bälten. Sotarna ska ha fått denna tillåtelse av drottning Kristina efter att ett flertal sotare hjälpt till att släcka en brand på Stockholms slott på 1640-talet.
Detta stämmer dock inte. I Sverige bär utbildade sotare ett heraldiskt vapen på sina bälten, vilket visar Sveriges lilla riksvapen bestående av de tre kronorna i guld mot en rund botten samt två lejon som sköldhållare. Det var Gustav IV Adolf som gav sotarna rätten att bära officersbältesspänne av 1802 års modell, det vill säga samma spänne som officerare senare bar under Finska kriget.

## Lilla riksvapnet

Lilla riksvapnet med Serafimerorden.

En vanlig variant är lilla riksvapnet utan sköld, dvs bara kronorna kvar. Detta är också den symbol som ofta benämns som Tre kronor.

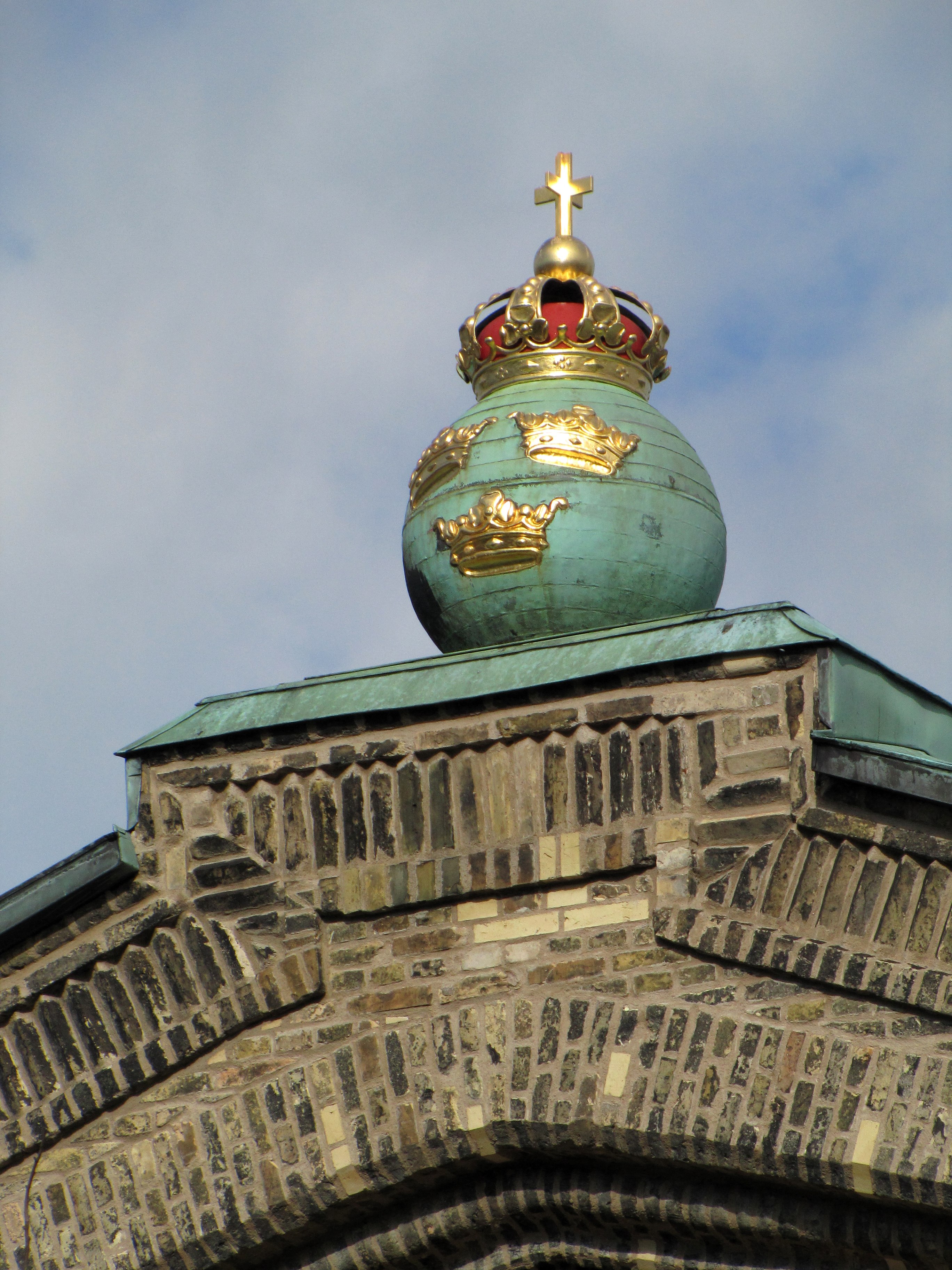
Lilla riksvapnet på Göteborgs centralstation, av samma äldre slag som på 3-öresfrimärket från 1920 och fältpostmärken från andra världskriget.

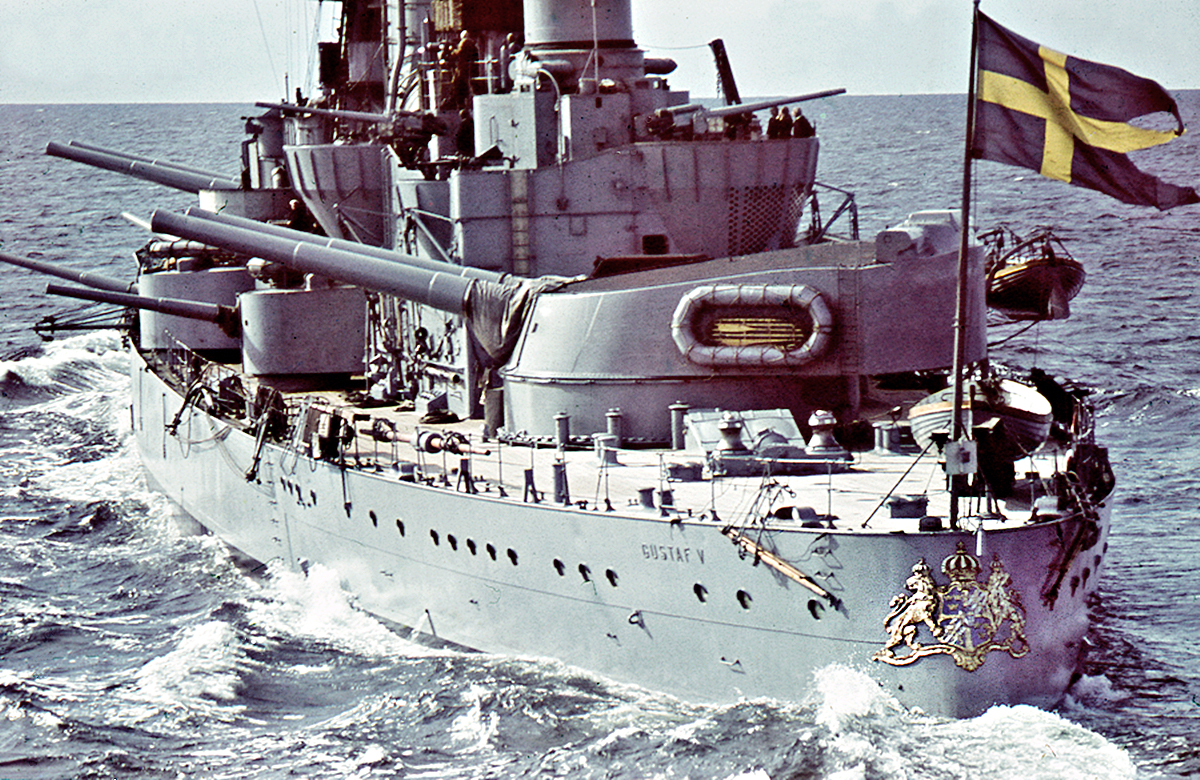
Sveriges riksvapen, HM Pansarskepp Gustaf V, Agfacolor-foto taget före 1957.

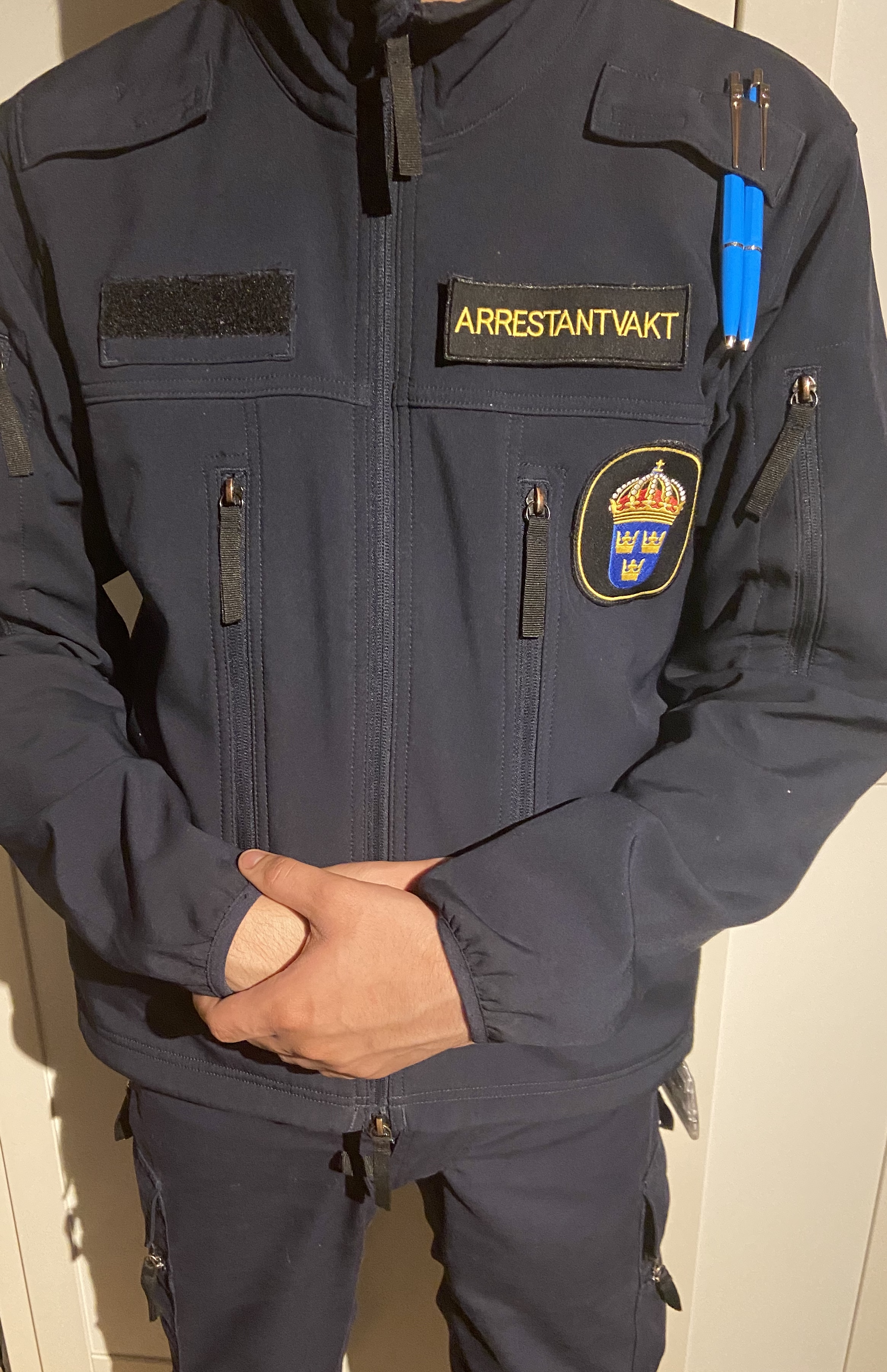
Lilla riksvapnet används på civilanställdas uniform anställda av svenska Polismyndigheten.

Lilla riksvapnet återger huvudelementen från stora riksvapnet. Det är alltså en enklare variant. Det består av en blå sköld med de tre kronorna i guld. Skölden kröns av en kungakrona.
Tidigare ansågs att de tre kronorna troligen kommit till Sverige med Albrekt av Mecklenburg och använts som rikssymbol första gången i hans sigill 1364. Symboliken med de tre kronorna skulle ha anknutit till Heliga tre konungar (tre vise män) på samma sätt som när de förekommer i bilder som illustrerar medeltida diktverk, till exempel Artursagan. År 1982 gjordes dock en upptäckt i Frankrike som ledde till en omdatering av lilla riksvapnet. I kardinalspalatset i Bayonne upptäcktes då nämligen bland en serie kungliga vapen från hela Europa målade år 1336 även de svenska tre kronorna. Då detta vapen härrör redan från Magnus Erikssons regeringstid har man tolkat de tre kronorna som symboler för de tre riken Magnus periodvis var kung över: Sverige, Norge och Skåne. De tre kronorna förekom dock redan på 1200-talet (se nedan). 
Lilla riksvapnet används av flera olika myndigheter bland annat på uniformen hos civilanställda vid svenska polismyndigheten. Användningen av lilla riksvapnet i andra än officiella sammanhang finns reglerad i lagar och förordningar. Tillståndsgivande krävs för att få använda riksvapnet i näringsverksamhet och prövas av Patent- och registreringsverket (PRV) som är mycket restriktiva till användandet.

## Historik
Vapensköld tillkom i början endast levande personer; man kunde då inte tala om ett rikets vapen, utan endast om kungens. Det första svenska kungsvapen vi känner är Knut Långes (1229–1234), av Erikska ätten: tre bjälkar. Ättens siste kung Erik Eriksson (död 1250), förde däremot i sin sköld tre gående krönta leoparder, och detta vapen övertogs av hans systerson och efterträdare Valdemar Birgersson av Bjälboätten.
De följande kungarna av Bjälboätten (Folkungaätten), Magnus Ladulås, Birger Magnusson och Magnus Eriksson förde däremot Bjälboättens släktvapen: i blå sköld ett upprätt krönt gyllene lejon över tre ginbalkar, silver. Dessa ginbalkar, som från 1500-talet tecknats som strömmar, ingår ännu i vapenskölden. Vapnet har också kommit att utan fog betraktas som Göta rikes vapen; något sådant har i själva verket aldrig funnits.
När Albrekt av Mecklenburg blev kung (1364) bortlade han fädernevapnet och satte i stället i sin sköld tre kronor. Drottning Margareta och Erik av Pommern förde i sina sigill en sköld med tre kronor. Under engelbrektsupproret mot Erik av Pommern antog det svenska rådet 1436 ett nytt rikssigill som visar Erik den helige, hållande en sköld med tre kronor. Redan 1439 talas om Sveriges tre kronor. Kung Karl Knutsson (Bonde)s vapen var en fyrdelad sköld med en hjärtsköld; i hjärtskölden Bondeättens vapen (en båt), i den stora sköldens första och fjärde fält tre kronor och i andra och tredje fältet Bjälbovapnet. Under den korta tid som han var kung i Norge ersattes Bjälbovapnet med det norska yxbärande lejonet.
Under unionskungarna har Sverige endast ett fält i deras fyrdelta sköld, och i detta fält finns de tre kronorna. Under hela den nya tiden har kungens och rikets sköld alltid varit fyrdelat på samma sätt som Karl Knutssons. Hjärtskölden har varit olika för var regentätt. Vasavapnet var ursprungligen en svart vase i guldfält. Gustav Vasa slog samman sitt fädernevapen med moderns vapen (för Ekaätten) så att vapenskölden visar en sköld: styckad i blått, silver och rött (färgernas plats växlande i början) och överlagd av en vase av guld. Vasen fick småningom utseende av en gyllene halmkärve.
Under Pfalziska huset (1654–1720) hade kungens och rikets sköld som hjärtsköld den pfalziska skölden, fyrdelad, med hjärtsköld: hjärtskölden (Pfalz) svart, med upprätt krönt gyllene lejon (kronan ofta röd), fält 1 Bayerns snedrutor, blått och silver, fält 2 Jülichs svarta lejon å guld, fält 3 Kleves lilla silversköld med de åtta därifrån utspringande gyllene liljestänglarna i rött, fält 4 Bergs röda lejon med blå krona i silverfält.
Under Fredrik I av Hessen (1720–1751) var kungens och rikets hjärtsköld det hessiska, en sexdelad sköld med hjärtsköld: hjärtskölden blå med ett upprätt krönt lejon, randat på tvären (fem band silver, fem röda), fält 1 Hersfelds röda patriarkkors i silver, fält 2 Ziegenhains delade sköld, svart och guld, med en silverstjärna i det övre svarta fältet, fält 3 Katzenellenbogens upprätta krönta röda lejon å guld, fält 4 Diez två gående gyllene lejon å rött, fält 5 Niddas delade sköld, svart och guld, med två silverstjärnor i det övre svarta fältet, fält 6 Schaumburgs lilla, delade sköld, silver och rött, inom ett trekluvet nässelblad, silver, med tre silvernaglar riktade mot sköldens tre hörn, allt detta å rött.
Under Adolf Fredrik, Gustav III, Gustav IV Adolf och Karl XIII (1751–1818) var kungens och rikets hjärtsköld det holstein-gottorpska, en femdelad sköld med fyrdelad hjärtsköld, i hjärtskölden fält 1 och 4 Oldenburgs två röda bjälkar på guld, fält 2 och 3 Delmenhorsts guldkors på blått, i den stora skölden fält 1 Norges krönta yxbärande lejon, guld på rött, fält 2 Slesvigs två gående lejon, blått på guld, fält 3 Holsteins silvernässelblad med delad sköld (silver och rött) och tre silverspikar, allt på rött, fält 4 Stormarns silversvan med gyllene krona om halsen, å rött, fält 5 Ditmarskens gyllene ryttare med bart svärd å vit springare, å rött.
Som furste av Pontecorvo förde Karl XIV Johan Pontecorvos vapen något förändrat, en bro med två torn, silver på blått, samt däröver i en ginstam den franska kejserliga gyllene örnen på blått – ett särskilt tecken för suveräna furstar inom det napoleonska väldet. Som kung tog han en kluven hjärtsköld, med vasaskölden till höger, sin pontecorvoska sköld till vänster. Oscar I ändrade det pontecorvoska vapnet; delningen i två fält upphörde, örnen förvandlades till en flygande svart korp, däröver sattes Karlavagnens stjärnor, femuddiga. Oscar II återinförde sköldens delning. Korpen ersattes av den ursprungliga örnen, men denna bibehölls svart.
Genom lagen om rikets vapen 15 maj 1908 blev riksvapnet för första gången lagligen fastställt och skyddat mot godtyckliga förändringar. Härigenom infördes även officiell skillnad mellan stora och lilla riksvapnet; det senare, en blå sköld med tre kronor under kunglig krona, har alltsedan 1600-talet ofta förekommit. Beträffande stora riksvapnet gjordes ingen annan ändring, än att hjärtsköldens örn åter blev av guld. Från 1814 till 1905 fann man i kungens och den kungliga familjens vapen även den norska skölden intagen. Den upptog först en tredjedel av vapnet, sedan sinister (heraldiskt vänster) hälft. Kronan över kungens och rikets sköld är sedan Erik XIV:s tid sluten. Sedan Johan III:s tid förekommer som sköldhållare två krönta gyllene lejon. Sedan Gustav II Adolfs tid är deras svansar kluvna. När kungens och rikets vapen skall framställas med synnerlig prakt, omges det av en vapenmantel, i form av en vid, hermelinsfodrad kunglig mantel i purpur, vars övre mittflik är uppdragen i en kunglig krona och vars övre sidoflikar är uppdragna och omslagna med förgyllda band med tofsar.
Erik XIV begagnade en tid ett så kallat pretentionsvapen: vasaskölden på en fyrdelad sköld, fält 1 tre kronor, fält 2 Bjälboättens vapen, fält 3 Norges och fält 4 Danmarks vapen. Detta infördes efter att man i Danmark i riksskölden intagit skölden med tre kronor. Om Danmarks rätt att föra svenska vapnet och om betydelsen av de tre kronorna tvistades ivrigt under 1500-talets senare del. Tre kronor ingick fram till 2025 i Danmarks riksvapen och sågs som en historisk symbol för Kalmarunionen.

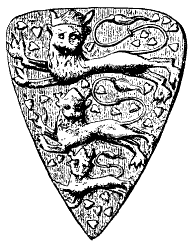
Valdemar Birgerssons vapen (1252).
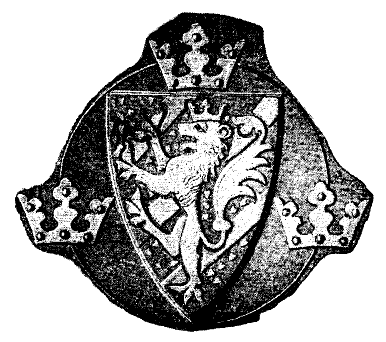
Magnus Ladulås sköld, omgiven av tre kronor (1270).
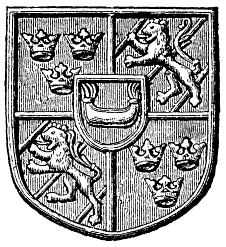
Karl Knutssons (Bonde) vapen (i rikssigillet 1448).
Häroldskåpa med riksvapnet, 1560.
Riksvapen broderat till Erik XIV:s kröning 1561 där Norges och Danmarks vapen infogats.
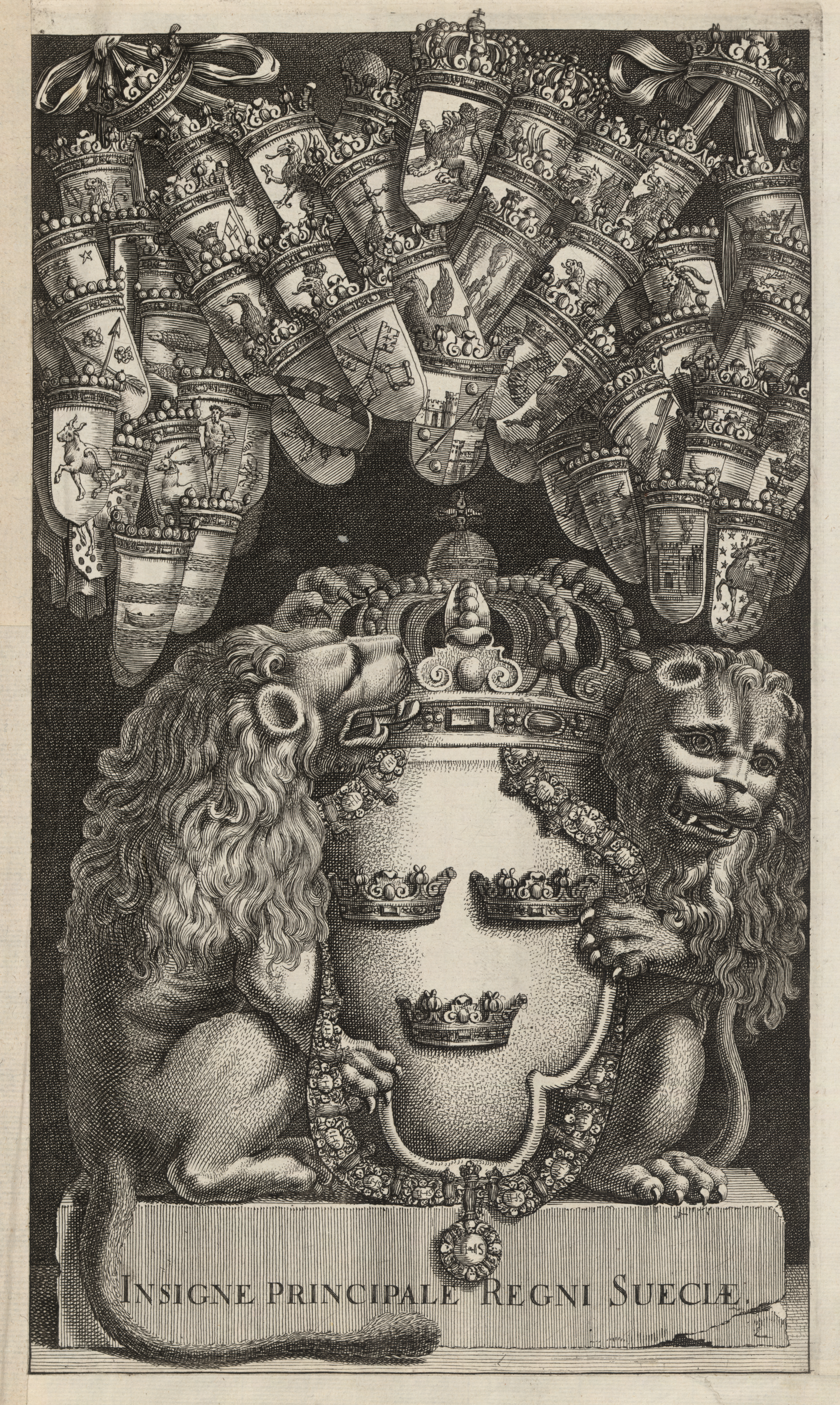
Svea rikes huvudvapen i Suecia antiqua et hodierna 1669.
Stora riksvapnet under den Pfalziska ätten.
Fredrik I:s vapen.
Stora riksvapnet under den Holstein-Gottorpska ätten.
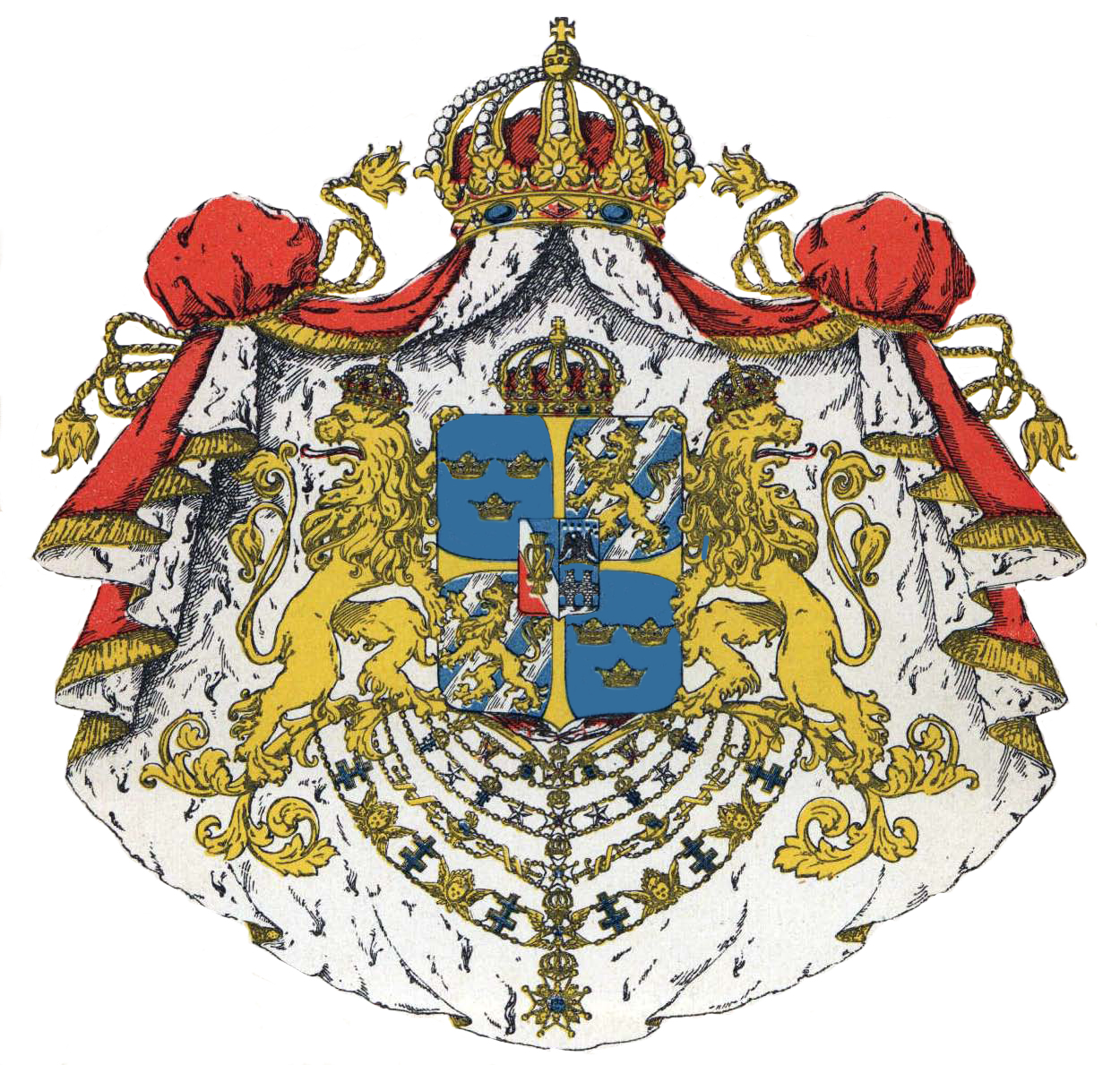
Sveriges stora riksvapen som det såg ut 1844–1908.
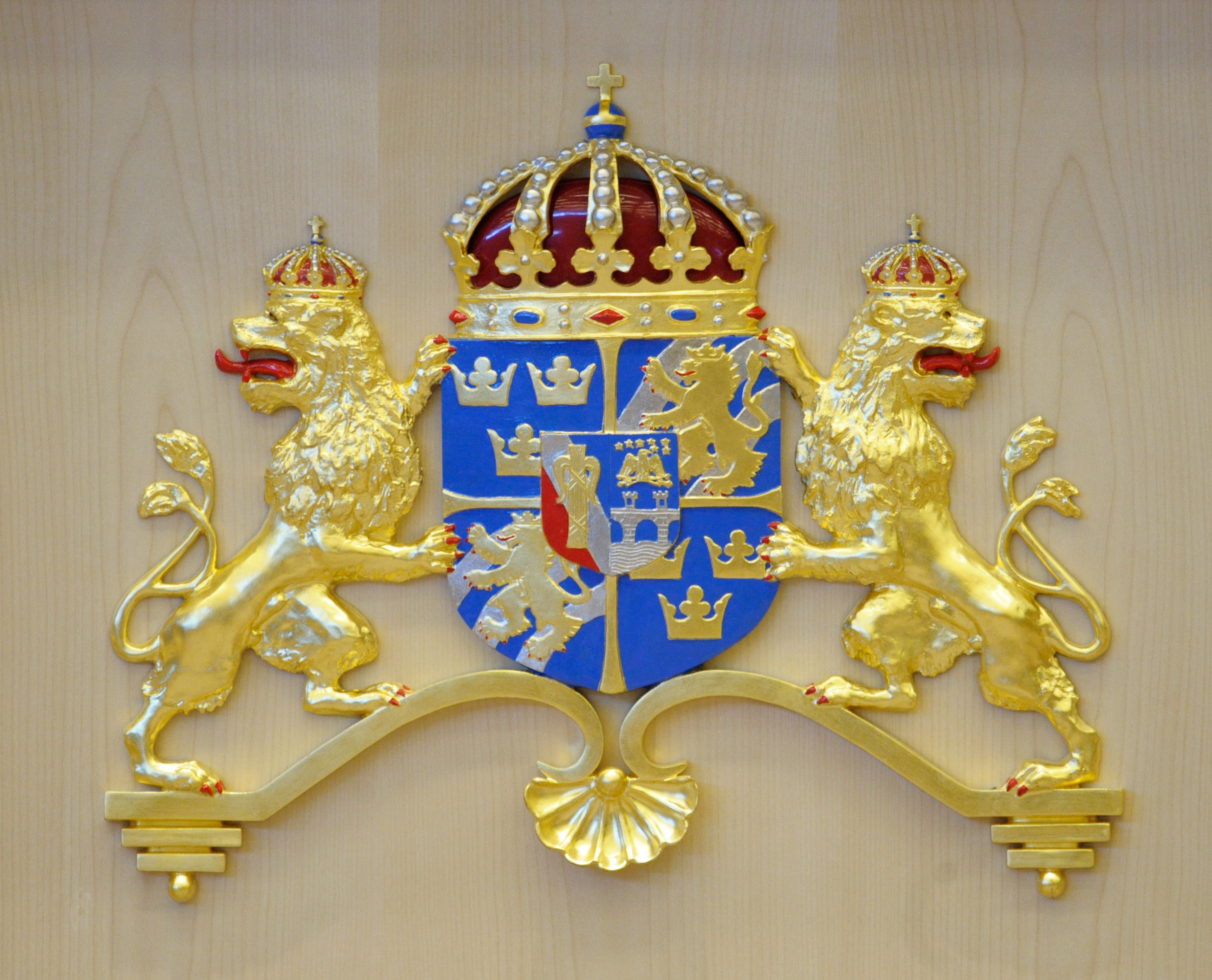
Stora Riksvapnet på talarstolen i Sveriges riksdag.